# Austin Powers in Goldmember
Austin Powers in Goldmember è un film parodia del 2002 diretto da Jay Roach, basato sui personaggi nati dalla fantasia del comico canadese Mike Myers, che fu attore protagonista ed autore della sceneggiatura della pellicola.
È il terzo e ultimo film della serie, preceduto da Austin Powers - Il controspione, nel 1997, e Austin Powers - La spia che ci provava, nel 1999.

## Trama
Dalla sua tana, dietro l'insegna di Hollywood, il dottor Male svela a Numero 2, Mini-Me, Frau Farbissina e Scott che il suo nuovo piano per il dominio del mondo è di viaggiare indietro nel tempo fino al 1975 e collaborare con l'olandese Johan van der Smut, ossessionato dall'oro, che dopo aver perso i genitali in un incidente di fusione, è conosciuto con lo pseudonimo di Goldmember. Goldmember ha sviluppato un propulsore per un raggio traente che il Dr. Male chiama "Preparazione H" e intende usarlo per trascinare una meteora nella terra. Austin Powers e il Ministero della Difesa invadono la tana e arrestano il dottor Male e Mini-Me. La regina Elisabetta nomina cavaliere Austin per il suo servizio, ma questi è deluso quando suo padre, la famosa spia Nigel Powers, non partecipa all'evento. Durante un after party, Basil Exposition informa Austin che Nigel è stato rapito e l'unico indizio è che l'equipaggio del suo yacht ha i genitali dipinti d'oro.
Austin visita il dottor Male, imprigionato, che gli ricorda che anche suo padre era assente quando gli è stato conferito il titolo di Uomo del Mistero durante il diploma all'Accademia dei servizi segreti britannici, evento che ha fatto arrabbiare il Dr. Male perché era il primo della classe. Goldmember è dietro il rapimento, quindi Austin viaggia nel tempo fino al 1975 e si infiltra nel roller disco club di Goldmember, dove si riunisce con una sua vecchia fiamma, l'agente dell'FBI Foxxy Cleopatra, che vi lavora sotto copertura. Austin trova suo padre, ma non è in grado di salvarlo e Goldmember lo porta attraverso la macchina del tempo del Dr. Male fino al presente, dove il Dr. Male e Mini-Me istigano una rivolta nella loro prigione, permettendo loro di scappare. Una talpa dell'intelligence britannica chiamato Numero 3 informa Austin che il dottor Male si è trasferito in una nuova tana vicino a Tokyo.
Austin, accompagnato da Foxxy, si reca nella capitale giapponese e i due si imbattono in un redivivo Ciccio Bastardo, che ora non è più al servizio del Dr. Male e sta intraprendendo una carriera da lottatore di sumo. Dopo un breve combattimento negli spogliatoi, Ciccio rivela ad Austin e Foxxy che l'uomo d'affari Mr. Roboto sta lavorando a un dispositivo per il Dr. Male e Goldmember. Austin e Foxxy si infiltrano nella fabbrica di Roboto dove viene caricata l'unità di comando per il raggio traente nell'auto di Goldmember, e Roboto dà a Goldmember una chiave d'oro necessaria per attivare il raggio. Foxxy affronta Goldmember mentre Austin tenta di liberare Nigel, ma Goldmember fugge al sottomarino del Dr. Male. Scott presenta al Dr. Male gli squali con raggi laser attaccati alla testa, una richiesta che in precedenza era rimasta insoddisfatta. Roboto muore quando Scott lo fa cadere nella pozza degli squali, pertanto il dottor Male sostituisce Mini-Me con Scott come suo figlio prediletto e il clone si allea con Austin e Foxxy.
Il trio si infiltra nel sottomarino ma Austin viene catturato. Il dottor Male si prepara ad attivare il raggio traente, ma Foxxy ruba la chiave e libera Austin. Quest'ultimo si prepara a sparare al dottor Male, ma Nigel appare e rivela che i due sono fratelli. Confuso, il dottor Male spiega che i suoi genitori sono morti in un incidente d'auto ed è stato allevato da dei belgi malvagi, ma Nigel rivela che l'esplosione proveniva da un tentativo di omicidio e pensava che solo Austin fosse sopravvissuto. Il dottor Male, Austin, Nigel e Mini-Me si abbracciano; facendo arrabbiare Scott, che se ne va per perseguire la propria vendetta, mentre Goldmember requisisce i comandi del raggio traente, aprendo la cerniera dei pantaloni per rivelare che i suoi genitali ricoperti d'oro sono una chiave di riserva. Goldmember attiva il raggio traente, ma Austin e il dottor Male lavorano insieme per invertire la sua polarità, distruggendo la meteora e salvando il mondo.
Goldmember si rivolge alla telecamera per rivelare che l'intera storia è stata adattata in un film chiamato "Austinpussy" ed è stata diretta da Steven Spielberg, con Tom Cruise nei panni di Austin, Kevin Spacey nei panni del Dr. Male, Danny DeVito nei panni di Mini-Me e John Travolta nei panni di Goldmember. All'uscita dal cinema, Austin e Foxxy incontrano Ciccio Bastardo, ora magro ma con la pelle cascante grazie alla dieta Subway (dieta "pizza, prosciutto o figa" nell'adattamento italiano). Mentre Austin e Foxxy si baciano, Scott - ora completamente calvo e vestito come suo padre, dichiara che si vendicherà contro Austin prima di ballare come Michael Jackson. Durante i titoli di coda, viene mostrato Mini-Me mentre parla a Britney Spears dopo la première e gli chiede se può dargli il suo numero di cellulare e lui accetta.

## Camei
Nel film vi è un folto cameo di personaggi, quali Tom Cruise, Britney Spears, Gwyneth Paltrow, Steven Spielberg, John Travolta, Danny DeVito, Kevin Spacey, Quincy Jones, Nathan Lane e Ozzy Osbourne.
Quando Austin Powers fa esplodere la testa di Britney Spears, dice «Oops!... L'ho fatto di nuovo». Questo, più evidente nella versione inglese, è un riferimento alla canzone Oops!... I Did It Again della stessa Britney Spears.

## Riconoscimenti
- 2003 - BMI Film & TV Awards
  - BMI Film Music Award
- 2003 MTV Movie Awards
  - Miglior performance comica a Mike Myers

## Sviluppi futuri
A ottobre 2005, in un'intervista con Entertainment Weekly, Mike Myers ha discusso la possibilità tornare protagonista in un eventuale quarto film. A maggio 2007, in un'intervista con IGN, Myers ha affermato che c'è un'idea pienamente concepita per un quarto capitolo.
A maggio 2007, alla prima di Shrek terzo, Mike Myers ha annunciato che è stato previsto un quarto film di Austin Powers, ma che si concentrerà più sul Dottor Male piuttosto che su Austin. Ha affermato inoltre che avrebbe iniziato a lavorarci dopo il film Love Guru che lo vede protagonista A febbraio 2008, è stato annunciato che Jay Roach sarebbe tornato come regista. Nell'aprile 2008, è stato riferito che era stato offerto un ruolo nel film a Gisele Bündchen. A luglio 2008, Mike Myers ha dichiarato di aver iniziato a scrivere Austin Powers 4 e che la trama è "veramente basata su Dottor Male e suo figlio". Inoltre, nel settembre del 2015, Verne Troyer (noto anche per aver recitato in Harry Potter e la pietra filosofale e Parnassus - L'uomo che voleva ingannare il diavolo, oltre che ai film precedenti di Austin Powers) ha espresso la sua voglia di tornare nel ruolo di Mini-Me.
Nell'aprile del 2017, mentre il ventesimo anniversario della serie di film si avvicinava, il regista Jay Roach ha affermato che un quarto film avrebbe luogo solo se Myers avesse creato una buona storia. Il film in seguito entrò effettivamente in produzione ma con la morte di Verne Troyer (l'attore di Mini-Me) si bloccò tutto nuovamente.